# کاسکین دمگاه‌سرنجی
کاسکین دمگاه‌سرنجی (نام علمی: Cacicus microrhynchus) یک گونه پرنده گنجشک‌سان از تیرهٔ سیاه‌پرگان (Icteridae) است.

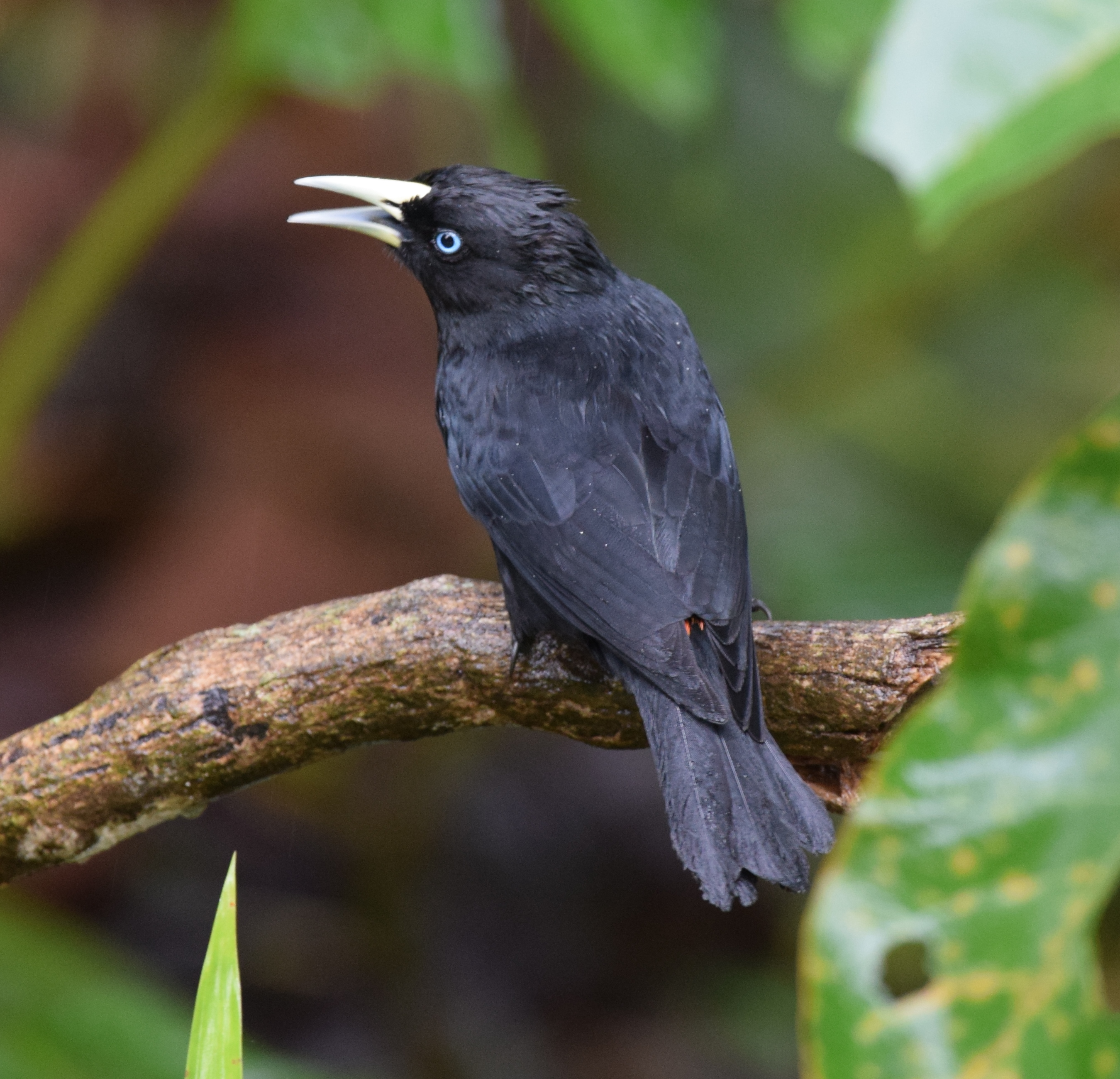
در کاستاریکا